# Samo Vremšak
Samo Vremsak (født 29. maj 1930 i Kamnik, Slovenien, død 7. oktober 2004) var en slovensk komponist, dirigent og professor.
Vremsak studerede komposition på Musikkonservatoriet i Ljubljana hos Marjan Kozina. Han har skrevet tre symfonier, orkesterværker, kammermusik, korværker etc. Han blev professor i komposition på Musikkonservatoriet i Ljubljana, og dirigerede også Slovenian Philharmonic Choir. Vremsak skrev sin første symfoni til sin afgangseksamen fra Konservatoriet.

## Udvalgte værker
- Symfoni nr. 1 (1956) - for orkester
- Symfoni nr. 2 (1972-73) - for orkester
- Symfoni nr. 3 (1989) - for orkester
- Sinfonietta "in Modo Classica" (1988) - for orkester